# Nukulaelae
Nukulaelae es uno de los nueve atolones de Tuvalu. Según el censo realizado en el 2002, el atolón tiene una población de 393 personas. Tiene forma de óvalo, y consiste en, por lo menos, 15 islotes.

## Historia
En 1821 Nukulaelae fue visitada por el Capitan George Barrett en the ballenero de Nantucket Independence II, a las cuales llamo el ‘Mitchell’s Group’.
Se estima que la población de Nukulaelae entre 1860 y 1900 era de 300 personas.
El atolón fue reclamado por los Estados Unidos en virtud de la ley de Islas Guaneras desde el XIX hasta 1983, cuando las reclamaciones sobre el atolón fueron cedidas a Tuvalu.
- Datos: Q128654
- Multimedia: Nukulaelae / Q128654